# 鈴置洋孝
鈴置 洋孝（すずおき ひろたか、1950年3月6日 - 2006年8月6日）は、日本の声優、俳優、ナレーター、劇団プロデューサー。愛知県名古屋市中区栄町（現：愛知県名古屋市中区栄）出身。賢プロダクションに所属していた。

## 略歴

### 生い立ち
愛知県名古屋市中区栄町（現：愛知県名古屋市中区栄）に生まれ育ち、19年間暮らした。東京に父方の祖父母の家があり、生後間もない頃から年に1度東京に遊びに来ていた。東京に来た際は名古屋弁と標準語を使い分けていたという。
小学校時代は、一言で言うと「変な子供」だったという。家から学校まで歩いて5分位のところで道草しており、いつも30分くらいかけて行くため、必ず遅刻していた。小学6年生の時の卒業文集のようなもので「将来何になりますか」という話題に対しては鈴置曰くわからず、何故か「灯台守」と書いていたという。担任の教師が家庭訪問に来ると「とってもユニークなお子さんですね」と言っていたという。一方、「何かやれ」と言われると真っ先にそれを行う子供だった。小学6年生の時、クレージーキャッツが流行しており、茶話会のようなものがあった時、最初は誰もやりたがらず、教師が「鈴置、何かやれ」と言うと鈴置は「アソーレ、スイスイスーダラダッタ」とやっていたという。
自称「かなり性根のすわったグウタラ」であり、愛知県立熱田高等学校に通っていた際には「黙っていても食える仕事はないか?」と教師に相談していた。教師から、税理士になることを薦められ、大学に進学するために東京に上京。高校時代までは内向的だったが、大学に入ってフォークソングを始めてからは社交的になったという。
昼間は働き、夜は東京経済大学夜間部に通っていた。大学時代はフォーク部を結成し、部長を務めた。当時は女子学生が少なく、後に妻となる当時の恋人が「演劇部はないですか」と来て、本来はあったが「夜間はない」「フォークソングも演劇に近い」など適当にごまかして入部してもらったという。その恋人に誘われて演劇を観るようになり、舞台の仕事に興味を持ち始める。最初に観に行ったのが、佐藤オリエが出演していた劇団俳優座の田中千禾夫作『マリアの首』。
ホテルオークラのルームボーイ、ゴルフ場のキャディをしながら大学に通っていたが、大学3年生の時に昼間に編入。
東京経済大学経済学部経済科卒業。その頃、進路を決めかねているところもあり、三鷹市役所などの地方公務員の試験、小金井市役所を受けていたが、落選。受かっていたら市役所の職員になっていたと語る。
その恋人は高校時代から演劇をしていたが、鈴置は23歳まで演劇の経験がなかったことから「基礎訓練をしたほうがいいんじゃないか」ということで東京アナウンスアカデミーに2人で半年くらい通っていた。

### キャリア
1973年4月、野沢那智が代表を務めた「劇団薔薇座」にて8期生として役者デビューを果たす。薔薇座入団のきっかけは、大学在学中に通っていた同アナウンスアカデミーの講師に紹介されたこと、その恋人が入団オーディションを受ける際、「思い切って飛び込んでみよう」という気持ちでオーディションを受けたことによる。その時恋人と一緒に暮らしていたが、履歴書で恋人と住所が一緒だったことから、「この鈴置って奴だけ落としたらかわいそうだ」となり、結果的に「おまけ」で合格になったという。
劇団薔薇座に入団した年はちょうどミュージカル路線に切り替わったためか、それまで所属していた劇団員達が大量に退団しており、正規の劇団員は4、5人くらい少なくなっており、あとは鈴置ら研究生だった。
公演は打てないことから毎日朝10時から夕方6時まで演劇史、日本舞踊、発声、週3回ジャズダンス、2回はクラシックバレエ、週3回声楽と毎日レッスンに明け暮れていた。高校卒業したばかりのピチピチした若い仲間たちからは「おっちゃん」と呼ばれて慕われていた。しかし当時は「毎日が穴に入りたいくらい恥ずかしかった」とのこと。まずタイツ姿になるのが恥ずかしく、尻がスースーするようであった。前はモコモコしており、モダンダンスを踊れば体はコチコチ、奴だこの糸が切れて飛んでいくような動きしかできず、自分自身が哀れになったこともあったという。それだけでは生活はできないため、夜終わってから恋人と2人でアルバイトし、自宅に帰ったらすぐに寝るという生活が2年続いていた。
研究生2年の時に親に同棲が発覚して、結婚したという。妻は女優、声優の秋野真理子で、同じく劇団薔薇座に所属していた。
公演がない時はレストランのウェイター、スナックで弾き語りのアルバイトをしていた。初舞台は1976年、ジャン・コクトー作の『円卓の騎士』。
声優としての仕事を始めたのは、劇団時代にさまざまなアルバイトをこなしているときに「同じバイトなら声の仕事をしてみては?」と誘われたのがきっかけだという。その時、偶々研究生しており、東北新社から劇団に、「事務所から研究生がほしいから」ということで、「鈴置行け」ということで、同年、東北新社でアテレコの研修会に参加していたのがきっかけで声優としての活動を始めたという。声優デビューは『熱狂のレーサー』で、その時はテレビの洋画吹き替えの「男1」などのその他大勢。また番組レギュラー、ガヤや脇役として初めて出演したアニメは『超電磁マシーンボルテスV』のその他大勢である。1978年に『無敵鋼人ダイターン3』の主人公・破嵐万丈役で初主演を果たし、1979年に後番組の『機動戦士ガンダム』のブライト・ノア役をオーディションなしでもらう。その後1981年4月から東京俳優生活協同組合、1998年からは賢プロダクションに所属。その期間にも、海外のテレビアニメ、トランスフォーマーのスタースクリーム役やトム・クルーズ、ジョン・トラボルタらの吹き替えなどで幅広く活動した。

### 死去
2006年7月初旬に体調を崩し検査を受けた結果、肺癌と診断され東京都内の病院に入院・療養に当たっていた。しかし同年8月6日の朝に容態が急変し、死去。56歳没。妻との間に子供はいなかった。

## 活動内容
声種はローバリトンからハイバリトン。方言は名古屋弁。
低音質を生かした理知的な役を多く演じており、ニヒルな二枚目役が多かった。
声優活動のみならず、舞台活動も盛んに行なっていた。また、1984年からは声優バンド「スラップスティック」に、三ツ矢雄二の後釜として加入。解散するまで音楽活動も行なっていた。
1997年には演劇ユニットの「鈴置洋孝プロデュース」を旗揚げし、自身でも演劇のプロデュースを開始し、オリジナル作品を中心に発表している。いくつかの戯曲作品は書籍化されている。なかでも『煙が目にしみる』は斎場の待合室が舞台の、荼毘に付される直前の二人の霊魂が主人公という異色の人気作で、各地の数々のプロ+アマチュア劇団が取り上げ、演目としてスタンダードとなりつつあり公演されている。

## 人物像

### 声優・俳優として

#### 薔薇座時代
薔薇座に入った頃は、指導の厳しさから「劇団なのか収容所なのかよくわからない凄いところだった」、「（野沢那智の名前にかけて）ナチ収容所」と語っており、当時は野沢本人に「あまりにも厳しすぎる」と直接発言していたという。しかし同時に「あそこを経験していたから自分は本当に精神的に鍛えられた。その後現場で辛いと思ったこともなかった」とも語っている。
23、4歳の頃に演劇のかたわら『ゴレンジャー』ショーのアルバイトをしており、当時は体重が50kgに満たないほど痩せていたのでモモレンジャー（女性）のスーツアクターを担当していた。また喫茶店でもアルバイトとして働いていたが、「同期の連中が就職する中、肩身が狭かった」と語っている。

#### 演技・アフレコ
アフレコのリハーサル中には、メモを取ったりマーカーでチェックすることもせず、台本はいつも真っ白だったという。これについて林原めぐみは、「手ぶらでディレクターの指示を聞いているのを見かねてペンを貸そうとしたところ、『一度聞けば覚えるだろう』と言って断られた。しかも、そのあとの本番ではまったくNGがなかった」と語っている。一方で不可解なNGを出すこともあり、古谷徹によるとOVA『聖闘士星矢 冥王ハーデス十二宮編』では「白羊宮」と上手く言うことができず、「白洋舍なら言えるのに」と真剣に悩んでいたという。
『聖闘士星矢』の冥王ハーデス十二宮編OVAシリーズは、テレビアニメから長期間経過していたこともあってオリジナルキャストの面々は声質が変化しており、原作者の車田正美は星矢役の古谷徹以外のキャスト総入れ替えを要求した。鈴置はこれに憤慨していたが、劇場版・ゲームの新録に際して古谷が「もう一度みんなで星矢を」と呼びかけたところ、「正直、あの役はもう降りるつもりだったが、お前のためならプライドを捨ててやってやる」と潔く応じたという。古谷は「このときは感動した」と語っている。
トム・クルーズの吹き替えは1989年の『7月4日に生まれて』のVHS収録用の日本語吹き替え版におけるクルーズの吹替声優を決めるオーディションを受けた際に鈴置のデモテープを聴いたクルーズ本人の推薦で決まったことが始まりのきっかけとされている。
ブライト・ノア（『機動戦士ガンダム』）では、19歳の若さでリーダーシップを取らなくてはならなかったブライト・ノアと、劇団時代の自分の境遇を重ねて演じることがあったという。
ボーイズラブ（BL）CDの収録前には、相手役の声優に必ず「今日はたっぷり可愛がってやる」と話し、役作りをしてから演じたという。

#### 声優業の待遇
インタビュー記事の中で『ダイターン3』の頃を振り返り、「スタジオでの収録が終わったらすぐに移動してキャバレーの呼び込みのアルバイトをしていたが、そっちの方が収入がよかった」と語ったことがある。
声優業だけで食べていけるようになったのは『機動戦士ガンダム』でブライト役を演じた頃からだったと語っている。しかしながら、その『ガンダム』出演時も、収録後に飲みに行く際、出演料の高い永井一郎や池田秀一がタクシーで移動する一方、鈴置だけが自転車で必死に追いかけていたという。
『ガンダム』のヒットによる劇場版製作に当たっては、永井らとともに声優陣の中心となって一致団結してギャランティの値上げを交渉、その結果当時としては破格の出演料が支払われた。「それだけの仕事をしたと思うし、それに値する作品だと自負もあったから」と鈴置は語っている。また同時に、鈴置を中心としたメインキャストが一丸となって、「主演の古谷徹を断固としてトップクレジットに掲載する」ようにも交渉したという。

### 人柄

#### 交友関係
仲の良い声優の中に古谷徹と池田秀一がいた。特に池田とは呑み仲間で、共演する機会がなくとも酒の付き合いは長く続くほど、個人での付き合いが深く、池田からは「鈴置ちゃん」と呼ばれていた。麻生美代子とは仕事でもプライベートでも仲が良く、一緒に旅行に行くこともあったという。天津飯役として『ドラゴンボール』に出演が決まった際に、原作を読んでいた共演者の古谷に役柄についてレクチャーしてもらったと話している。
同じく二枚目を演じることの多かった塩沢兼人とも飲み友達で仲が良かった。ともに「フッ」と鼻で笑う役柄が多かったが、鈴置は「俺の『フッ』は正統派な二枚目だけど、あいつは怪しい変態チックな『フッ』」だと語っている。また日常生活では恥ずかしくて「フッ」とは笑えなかったという。
1990年には新幹線の中で急病で倒れ、『ドラゴンボールZ』の天津飯役および『ショウビズトゥデイ』のナレーションを山寺宏一、『らんま1/2 熱闘編』の九能帯刀役を辻谷耕史、『THE八犬伝』の網干左母二郎役を池田秀一、『アルスラーン戦記』カセットブック版のダリューン役を田中秀幸が一時的に代演となったこともある。入院した際、『ドラゴンボールZ』で共演していた堀川亮（現：堀川りょう）と古谷徹が心配してそれぞれ見舞いに来た。
「タイムボカンシリーズ」の音楽担当であり声優としての出演もしていた山本正之は、自身の役を振り返って「これで鈴置くんぐらいの二枚目にはなれただろう」と語っている。なお、山本は鈴置の死を悼み『逆転イッパツマン』の主題歌の三番を新たに作詞、『逆転イッパツマン!3C』を作曲している。間奏に鈴置と富山敬の当時の台詞が挿入されている。
艶福家であり、薔薇座時代のメンバーによる印象は、「とにかくもてる奴」で一致している。『らんま1/2』で帯刀の妹・九能小太刀役として共演した島津冴子も鈴置のことが好きだったと語っている。仕事に遅れると「ゴメンゴメン、彼女がしつこくてさ」が口癖だったという。野島昭生や古谷徹ら、スラップスティックのメンバーは「一度でいいから、言ってみたいよね」と口をそろえており、軟派なキャラクターで知られていたことがうかがえる。野沢那智は「あんな軟派でいい加減な男が絶対プロの役者になどなれるわけがないと思っていたのに、今や座長か…」と苦笑したという。野沢とは同じプロダクションに所属していたこともあり晩年まで親交も深かった。

#### 嗜好・趣味
声優業界でも酒好きとして知られていたが、酒の飲み過ぎに加え、恒例の夜通しカラオケで体調を崩すことも多かった。またタバコも大好きで、「酒かタバコ、どちらかを止めるとしたら酒を止める」と語っていた。自身がプロデュースした作品では、たいてい劇中に喫煙や飲酒のシーンがある。鈴置プロデュースの上演脚本は毎度毎度遅々として届かず、稽古ぎりぎりにFAXを受け取りながら進めていったという。その間、鈴置は酒を飲んで待ちながら稽古をしていたため、原稿が届く頃には泥酔状態で呂律が回らず、稽古が遅れることが度々あった。
スポーツも趣味であり、野球は中日ドラゴンズの大ファンで、幼少期から優勝するのを楽しみにしており、亡くなった翌年の2007年に中日は優勝こそ叶わなかったものの、クライマックスシリーズで日本シリーズ進出を経て53年ぶりに日本一となった。
芸能人では小泉今日子のファンで、ファンクラブに入会していたことがある。
料理や洗濯などの家事は比較的得意で、とくに料理は三食自分で作っても苦にならないという。
免許は第一種普通免許。特技はテニス。中学時代は柔道部、高校時代はテニス部に所属していた。
大学に進学後、ギターを始めて、東京都千代田区神田のスナックで弾き語りのアルバイトをしていた。

### 没後
死去する2か月前に、賢プロダクションにおけるスクールデュオのWEBラジオにゲスト出演していた他、ラジオドラマ『星界の断章 『原罪』』のドゥビュース役のパートを収録していた。
東京MXテレビによる調査では、訃報前後の一週間にインターネット上の掲示板やブログで上がった話題で「鈴置洋孝」が2位にランクインしている。また、死後一年ほど経過した『メガミマガジン』の2008年2月号では「メガマガ読者が選ぶ!2007年アニメ10大ニュース!」において「鈴置洋孝さん逝去」が第10位に選ばれた。
また富野由悠季、池田秀一、古谷徹ら『ガンダム』の制作関係者・共演者が、同作関連の雑誌に弔辞を寄せ、他にも古川登志夫、神谷明など複数の声優が自身のHPで哀悼の意を示した。師にあたる野沢那智は「芝居は教えたが、命を失ってまで芝居を守れとは教えたくなかった。本当にかわいい弟子だった」とのコメントを残したが、その野沢も鈴置の死から4年後に同じ病で逝去している。
遺影は生前鈴置が自ら選んだもので、「もし何かあったらこの写真を使って欲しい」と伝えていたという。
死後、追悼公演として『煙が目にしみる』が再演された。観客席の最前列中央は空席になっており、亡き鈴置も見に来ていたのではないかと思わせた。終わりの挨拶に内海賢二は、「鈴置もこのステージのどこかの場面にビールを飲みながら出ていたかも。皆さんの目撃情報を求む」とコメントした。見学に来ていた後輩声優の吉田小南美は、どこかから鈴置に「いい芝居だったろ。拍手してくれよ」との声をかけられた気がして、泣きながら拍手を贈ったと語っている。
2007年9月11日 - 16日には、鈴置の遺作をもとにした『この素晴らしき世界』を鈴置プロデュースの最終公演として上演した。舞台のチラシの裏では追悼公演の「お客さんからの目撃情報」に触れ、「しかも何故か見ず知らずの女性の肩を抱いて…納得です。案の定です。さすがです」と書かれている。この最終公演をもって「鈴置洋孝プロデュース」としての活動は終了したが、麻生美代子を始めとする劇団員の意向により、新しい劇団として再出発することが発表された。劇団の名前は最終公演の際に公募し「鈴舟」と決定。旗揚げ公演は2008年6月4日 - 8日に新宿シアターサンモールで上演された。その後も第二回の舞台を発表、活動している。
ガンダム関係の各種ゲームにおけるブライト・ノアの声は、生前の鈴置が録音したものが使用されることが多く、「スーパーロボット大戦シリーズ」におけるブライト、『無敵鋼人ダイターン3』の破嵐万丈、『戦国魔神ゴーショーグン』の北条真吾も同様の措置が取られている。ただし、2010年のOVA『機動戦士ガンダムUC』で鈴置に比較的近い声を持っていた成田剣がブライトの声を担当して以降は、『第3次スーパーロボット大戦Z 時獄篇』など一部のゲーム作品において、成田が新規に収録した台詞が使用される機会が増えている。

## 後任
鈴置の病気療養および死後、持ち役を引き継いだ人物は以下の通り。
| 後任           | キャラクター名             | 概要作品                              | 後任の初担当作品                            |
| -------------- | -------------------------- | ------------------------------------- | ------------------------------------------- |
| 成田剣         | ブライト・ノア             | 『機動戦士ガンダム』                  | 『機動戦士ガンダムUC』                      |
| 成田剣         | 斎藤一                     | 『るろうに剣心 -明治剣客浪漫譚-』     | 『るろうに剣心 -明治剣客浪漫譚- 新京都編』  |
| 成田剣         | 龍星座の紫龍               | 『聖闘士星矢』                        | 『聖闘士星矢Ω』                             |
| 成田剣         | 内海                       | 『機動警察パトレイバー』              | 『CR機動警察パトレイバー』                  |
| 成田剣         | 日向小次郎                 | 『キャプテン翼』テレビアニメ第1作     | 『キャプテン翼 〜たたかえドリームチーム〜』 |
| 三宅健太       | サカキ                     | 「ポケットモンスターシリーズ」        | 『ポケットモンスター ダイヤモンド&パール』  |
| 三宅健太       | ジェイク                   | 『ビバリーヒルズ青春白書』            | DVD追加収録分                               |
| 森川智之       | イーサン・ハント           | 「ミッション:インポッシブルシリーズ」 | 『ミッション:インポッシブル3』              |
| 田中完         | 野々村浩介                 | 『煙が目にしみる』                    | 鈴置洋孝追悼公演                            |
| 江原正士       | マーリン                   | 『エクスカリバー 聖剣伝説』           | 『エクスカリバーII 伝説の聖杯』             |
| 大友龍三郎     | 天下一武道会アナウンサー   | 『ドラゴンボールZ』                   | 『ドラゴンボールZ Sparking! METEOR』        |
| 中尾良平       | あの世一武道会アナウンサー | 『ドラゴンボールZ』                   | 『ドラゴンボールZ Sparking! METEOR』        |
| 真殿光昭       | 天津飯                     | 『ドラゴンボールZ』                   | 『ドラゴンボールZ バーストリミット』        |
| 真殿光昭       | 五星龍                     | 『ドラゴンボールGT』                  | 『ドラゴンボールヒーローズ』                |
| 藤原啓治       | キャリン・フリック         | 『宇宙戦士バルディオス』              | スーパーロボット大戦Z                       |
| 堀内賢雄       | オルソン・D・ヴェルヌ      | 『超時空世紀オーガス』                | スーパーロボット大戦Z                       |
| 堀内賢雄       | ソフトクリームマン         | 『それいけ!アンパンマン』             | 1137話Aパート                               |
| 辻谷耕史       | 九能帯刀                   | 『らんま1/2』                         | 『らんま1/2 悪夢!春眠香』                   |
| 杉田智和       | 九能帯刀                   | 『らんま1/2』                         | 『らんま1/2』（2024年版）                   |
| 緑川光         | 天津飯                     | 「ドラゴンボールシリーズ」            | 『ドラゴンボール改』                        |
| 西脇保         | 天下一武道会アナウンサー   | 「ドラゴンボールシリーズ」            | 『ドラゴンボール改』                        |
| 田中一成       | カロニー                   | 「ドラゴンボールシリーズ」            | 『ドラゴンボール改』                        |
| 四宮豪         | 伊集院ナオト               | 『六神合体ゴッドマーズ』              | 『第2次スーパーロボット大戦Z 破界篇』       |
| 速水奨         | 劉豪軍                     | 『鬼哭街 反魂剣鬼』                   | 『鬼哭街』全年齢対象版                      |
| 浜添伸也       | つみきまん                 | 『それいけ！アンパンマン』            | 1148話Bパート                               |
| 田尻浩章       | 松木                       | 『あしたのジョー』                    | 『パチスロ あしたのジョー2』                |
| 平田広明       | 伊達臣人                   | 『魁!!男塾』                          | 『魁!!男塾 〜日本よ、これが男である！〜』   |
| 藤本たかひろ   | カロニー                   | 『ドラゴンボールZ』                   | 『ドラゴンボール超』                        |
| てらそままさき | デニース・ブライソン       | 『ツイン・ピークス』                  | 『ツイン・ピークス The Return』             |
| 島﨑信長       | ソフトクリームマン         | 『それいけ！アンパンマン』            | 1412話Bパート                               |
| 髙橋孝治       | 因幡                       | 『うる星やつら』                      | 『Pうる星やつら〜ラムのLoveSong〜』         |
| 喜山茂雄       | 囚人番号1356               | 『龍が如く』                          | 『龍が如く ONLINE』                         |
| 羽多野渉       | 耶雲                       | 『幽☆遊☆白書 冥界死闘篇 炎の絆』      | 『幽☆遊☆白書 100%本気（マジ）バトル』       |

## 出演
太字はメインキャラクター。

### テレビアニメ
1977年
- 超電磁マシーン ボルテスV（係員、医師、隊員、労奴2、守衛〈A〉）

1978年
- 新・エースをねらえ!
- はいからさんが通る（ざんぎり頭、下士官）
- ペリーヌ物語（若い男）
- 無敵鋼人ダイターン3（1978年 - 1979年、破嵐万丈）
- 野球狂の詩（1978年 - 1979年、岩田清志〈前期〉、日下部）
- ルパン三世 (TV第2シリーズ)（1978年 - 1979年）

1979年
- 科学冒険隊タンサー5（ゲル）
- 機動戦士ガンダム（1979年 - 1980年、ブライト・ノア）

1980年
- あしたのジョー2（1980年 - 1981年）
- 宇宙戦艦ヤマトIII（1980年 - 1981年、太田健二郎）
- 宇宙戦士バルディオス（フリック、ハイウード）
- 銀河鉄道999（1980年 - 1981年、太、キル）
- タイムパトロール隊オタスケマン（プレトマイオス）
- 鉄腕アトム (アニメ第2作)（ノース2号、ルックス）
- ムーの白鯨（信）

1981年
- 最強ロボ ダイオージャ（ホワイト、キャビン）
- 戦国魔神ゴーショーグン（北条真吾）
- 太陽の牙ダグラム（ガボール・ザナ）
- まいっちんぐマチコ先生（白馬天狗、秋田太郎、ブルース）
- まんが 水戸黄門（1981年 - 1982年、助三郎）
- 六神合体ゴッドマーズ（1981年 - 1982年、伊集院ナオト）

1982年
- おちゃめ神物語コロコロポロン（オルペウス、イアン、アイギストス）
- 科学救助隊テクノボイジャー（係員、ロイド）
- 逆転イッパツマン（ナレーター、スパイ000、ホマレ営業部員、男性司会者）
- 銀河烈風バクシンガー（ジル・クロード〈初代〉、ジューロ南）
- 超時空要塞マクロス（リン・カイフン）
- ダッシュ勝平（本田）
- ときめきトゥナイト（アロン）
- Dr.スランプ アラレちゃん（姿）
- 魔境伝説アクロバンチ（モリヤ）
- 魔法のプリンセス ミンキーモモ（1982年 - 1983年、ギブミー、ライアン、ジョニー）

1983年
- 亜空大作戦スラングル（スーパースター）
- イタダキマン（アラン、サム）
- 機甲創世記モスピーダ（イエロー / 男声）
- キャプテン翼（昭和版）（1983年 - 1986年、日向小次郎）
- 銀河疾風サスライガー（オルスロ）
- サイコアーマー・ゴーバリアン（ドムソン）
- 聖戦士ダンバイン（ウグ）
- 超時空世紀オーガス（オルソン）
- 特装機兵ドルバック（スタンレー・ヒルトン、プロト）
- ななこSOS（ジェームズ・ヨンド）
- ピュア島の仲間たち（チャップ）
- プラレス3四郎（石田勝利）
- 未来警察ウラシマン（運転手）
- レディジョージィ!（ケニー）

1984年
- アタッカーYOU!（浜崎〈サンライトバレー部監督〉）
- OKAWARI-BOY スターザンS（先生E・T）
- さすがの猿飛（グリフィン）
- 星銃士ビスマルク（ペリオス、ラッド、ゲヌロン）
- 小さな恋のものがたり チッチとサリー初恋の四季（山下）
- 宗谷物語（上野）
- 超攻速ガルビオン（麻矢）
- 超時空騎団サザンクロス（デス・デラ・デミ、ナレーション）
- 超力ロボ ガラット（1984年 - 1985年、カミル・カシミールJr.、カミーグ）
- 魔法の天使クリィミーマミ（兵藤進ノ介）
- よろしくメカドック（白鳥充）
- らんぽう（エリマキトカゲ、仏A）

1985年
- うる星やつら（ぴぐも）
- 機動戦士Ζガンダム（ブライト・ノア）
- 昭和アホ草紙あかぬけ一番!（パラ〈初代〉）
- ダーティペア（ステファン、B・J）
- 超獣機神ダンクーガ（ゴンザレス）
- プロゴルファー猿（1985年 - 1988年、大神、ブラック・エイプ）
- 炎のアルペンローゼ ジュディ&ランディ（ハインリヒ・グラーフ）
- 夢の星のボタンノーズ（ロッソ）

1986年
- あんみつ姫（ペッパー、ジェームス・ボンボン）
- 機動戦士ガンダムΖΖ（ブライト・ノア）
- 銀河探査2100年 ボーダープラネット（プロキオン）
- 銀牙 -流れ星 銀-（秀俊）
- 三国志II 天翔ける英雄たち（曹仁）
- 聖闘士星矢（1986年 - 1989年、紫龍）
- マシンロボ クロノスの大逆襲（ザガム）
- 青春アニメ全集「屋根裏の散歩者」（郷田三郎）

1987年
- エスパー魔美（1987年 - 1989年、有原成宏、沢田）
- げらげらブース物語（タット）
- シティーハンター（ギャンブラーバンパイア・竜）
- ドラゴンボール（1987年 - 1989年、天津飯）
- 陽あたり良好!（関真人）
- 北斗の拳2（1987年 - 1988年、シャチ）
- ミスター味っ子（1987年 - 1989年、小西和也）

1988年
- F-エフ（聖一人）
- 魁!!男塾（伊達臣人）

1989年
- 美味しんぼ（1989年 - 1992年、板前、三谷直吉）
- 機動警察パトレイバー（内海）
- それいけ!アンパンマン（1989年 - 1994年、ソフトクリームマン〈初代〉、つみきまん〈初代〉）
- 天空戦記シュラト（雷帝インドラ）
- ドラゴンボールZ（1989年 - 1996年、天津飯、カロニー、アナウンサー）
- らんま1/2（1989年 - 1992年、九能帯刀、龍神隼人） - 2シリーズ

1990年
- アイドル天使ようこそようこ（山下秀樹）
- NG騎士ラムネ&40（ペーキング）
- キャッ党忍伝てやんでえ（黒い武将）
- ジャングルブック・少年モーグリ（ジョン）
- たいむとらぶるトンデケマン!（アーサー船長）
- ドラゴンクエスト（1990年 - 1991年、バハラタ）

1991年
- まじかる☆タルるートくん（座剣邪寧蔵）
- 横山光輝 三国志（1991年 - 1992年、陳宮公台）

1992年
- 宇宙の騎士テッカマンブレード（1992年 - 1993年、フリーマン、ナレーション）
- スーパービックリマン（アスタラネモ）
- ファンタジーアドベンチャー 長靴をはいた猫の冒険（アブサン、ジュサック）
- 花の魔法使いマリーベル（トートー）

1993年
- バトルファイターズ 餓狼伝説2（ヴォルフガング・クラウザー）

1994年
- ツヨシしっかりしなさい（松良太郎）
- 覇王大系リューナイト（デリアス）
- ハックルベリー・フィン物語（ビリー・サリバン）

1995年
- 爆れつハンター（クロウ・ワッサン卿）
- ルパン三世 ハリマオの財宝を追え!!（ラッセル）

1996年
- 快傑ゾロ（フェデリコ）
- ドラゴンボールGT（1996年 - 1997年、ドルタッキー、五星龍）
- 美少女戦士セーラームーン セーラースターズ（加山）
- るろうに剣心 -明治剣客浪漫譚-（斎藤一）

1997年
- VIRUS ‐VIRUS BUSTER SERGE‐（レイヴェン）
- ポケットモンスター（1997年 - 2002年、サカキ）
- 名探偵コナン（富沢太一）

1998年
- アキハバラ電脳組（クリスチャン・ローゼンクロイツ / 竜ヶ崎鷲羽）
- EAT-MAN'98（ハード）
- Only・You ビバ!キャバクラ（小金井武史）
- トライガン（チャペル・ザ・エバーグリーン）
- 熱沙の覇王ガンダーラ（タイロン）
- Bビーダマン爆外伝（シゴキボン）

1999年
- 金田一少年の事件簿（李波児）
- 鋼鉄天使くるみ（綾小路博士）
- 週刊ストーリーランド（新谷悟、黒崎大輔 他）
- 星界の紋章（ドゥビュース）

2000年
- 銀装騎攻オーディアン（ベルチオ）
- 星界の戦旗（ドゥビュース）
- ポケットモンスター ミュウツー! 我ハココニ在リ（サカキ）

2001年
- ヴァンドレッド the second stage（トドロキ艦長）
- 鋼鉄天使くるみ2式（綾小路博士）
- 星界の戦旗II（ドゥビュース）

2002年
- キディ・グレイド（デクステラ）
- ポケットモンスター アドバンスジェネレーション（2002年 - 2005年、サカキ）

2003年
- 京極夏彦 巷説百物語（笹山玄蕃）
- ポケットモンスター サイドストーリー（サカキ）

2004年
- まじかるカナン（フェンネル）
- 妖怪ワールド 恐山物語（天邪鬼）

2006年
- こてんこてんこ（ヤック）
- ディノブレイカー（カスパー）

### 劇場アニメ
1980年
- がんばれ!! タブチくん!! 初笑い第3弾 あゝツッパリ人生!!

1981年
- あしたのジョー2
- 機動戦士ガンダム（ブライト）
- 機動戦士ガンダムII 哀・戦士編（ブライト）
- フリテンくん

1982年
- 機動戦士ガンダムIII めぐりあい宇宙編（ブライト）
- 戦国魔神ゴーショーグン（北条真吾）
- ドキュメント 太陽の牙ダグラム（ザナ）
- 六神合体ゴッドマーズ（伊集院ナオト）

1984年
- 超時空要塞マクロス 愛・おぼえていますか（リン・カイフン）

1985年
- 戦国魔神ゴーショーグン 時の異邦人（北条真吾）
- キャプテン翼 ヨーロッパ大決戦（小次郎）
- キャプテン翼 危うし! 全日本Jr.（小次郎）

1986年
- アリオン（アポロン）
- キャプテン翼 明日に向って走れ!（小次郎）
- キャプテン翼 世界大決戦!! Jr.ワールドカップ（小次郎）
- 11人いる!（アマゾン・カーナイス）

1987年
- 王立宇宙軍 オネアミスの翼（ドムロット）
- 聖闘士星矢 邪神エリス（紫龍）

1988年
- うる星やつら 完結篇（因幡）
- 機動戦士SDガンダム（ブライト）
- 機動戦士ガンダム 逆襲のシャア（ブライト・ノア）
- 銀河英雄伝説 わが征くは星の大海（イワン・コーネフ）
- 県立海空高校野球部員山下たろーくん（徳先）
- 聖闘士星矢 神々の熱き戦い（紫龍）
- 聖闘士星矢 真紅の少年伝説（紫龍）
- ドラゴンボール 摩訶不思議大冒険（天津飯）

1989年
- 聖闘士星矢 最終聖戦の戦士たち（紫龍）

1990年
- 剣之介さま（暴走族C）
- ドラゴンボールZ 地球まるごと超決戦（天津飯）

1991年
- らんま1/2 中国寝崑崙大決戦! 掟やぶりの激闘篇!!（九能）

1992年
- らんま1/2 決戦桃幻郷! 花嫁を奪りもどせ!!（九能帯刀）

1993年
- ドラゴンボールZ 銀河ギリギリ!!ぶっちぎりの凄い奴（天津飯）

1994年
- スラムダンク（小田竜政）
- 幽☆遊☆白書 冥界死闘篇 炎の絆（耶雲）
- らんま1/2 超無差別決戦! 乱馬チームVS伝説の鳳凰（九能）

1997年
- るろうに剣心 -明治剣客浪漫譚- 維新志士への鎮魂歌（斎藤一）

1998年
- 劇場版ポケットモンスター ミュウツーの逆襲（サカキ）
- 名探偵コナン 14番目の標的（仁科稔）

2000年
- 機動戦士ガンダム 特別版（ブライト・ノア）
- 機動戦士ガンダムII 哀・戦士編 特別版（ブライト・ノア）
- 機動戦士ガンダムIII めぐりあい宇宙編 特別版（ブライト・ノア）

2002年
- 千年女優（大滝諄一）

2003年
- 名探偵コナン 迷宮の十字路（西条大河）

2004年
- 劇場版 NARUTO -ナルト- 大活劇!雪姫忍法帖だってばよ!!（狼牙ナダレ）
- 聖闘士星矢 天界編 序奏〜overture〜（ドラゴン紫龍）

2005年
- 機動戦士Ζガンダム A New Translation -星を継ぐ者-（ブライト・ノア）
- 機動戦士ΖガンダムII A New Translation -恋人たち-（ブライト・ノア）

2006年
- 機動戦士ΖガンダムIII A New Translation -星の鼓動は愛-（ブライト・ノア）

### OVA
1984年
- 魔法の天使クリィミーマミ 永遠のワンスモア（兵藤進ノ介）

1985年
- NORA（オペレーター）
- 魔法のプリンセス ミンキーモモ 夢の中の輪舞（ギブミー）
- 夢次元ハンターファンドラ（PK）

1986年
- アイ・シティ（ケイ）
- アーバンスクウェア 琥珀の追撃（下原）
- 県立地球防衛軍（カーミ・サンチン）
- 装鬼兵MDガイスト（マッシュ）
- 戦え!超ロボット生命体トランスフォーマー スクランブルシティ発動編（スタースクリーム）
- 超時空ロマネスク SAMY MISSING・99（戦士デュース）
- ドリームハンター麗夢II 聖美神学園の妖夢（体育教師）

1987年
- うる星やつら 夢の仕掛人 因幡くん登場! ラムの未来はどうなるっちゃ!?（因幡）
- サーキットエンジェル 決意のスターティング・グリッド（康介）
- 超神伝説うろつき童子シリーズ（南雲辰夫）18禁作品
- ヘル・ターゲット（ハリー・ハワード）
- レリックアーマーLEGACIAM（ダーツ・アイラー）

1988年
- 宇宙の戦士（グレック・パタースン）
- うる星やつら 怒れシャーベット（因幡）
- 機動戦士SDガンダムMARK-I（ブライト）
- 銀河英雄伝説（イワン・コーネフ大尉、ルパート・ケッセルリンク）
- 沙羅曼蛇（ロード・ブリティッシュ王子）
- 冥王計画ゼオライマー（耐爬）

1989年
- ARIEL（ラグナス）
- 機動戦士SDガンダムMARK-II（ブライト）
- 新・キャプテン翼（1989年 - 1990年、日向小次郎）
- 強殖装甲ガイバー（村上征樹）
- クレオパトラD.C.（シンタクマ）
- 聖獣機サイガード -CYBERNETICS・GUARDIAN-（アドラー・アインシュタイン）

1990年
- アーシアンⅡ EARTHIANⅡ（宮城）
- ガッデム（六甲寺司）
- 機動戦士SDガンダムMARK-III（ブライト、武者百士貴）
- 機動戦士SDガンダムMARK-IV（ブライト）
- 機動戦士SDガンダム MARK-V（リ・ガズィ、武者百士貴）
- 聖ミカエラ学園漂流記（狩野大介）
- THE 八犬伝（網干左母二郎）
- 風魔の小次郎 聖剣戦争篇（華悪崇皇帝）
- 本気! 3 立志編（染夜）
- らんま1/2 熱闘歌合戦（九能帯刀）

1991年
- 銀河英雄伝説（ルパート・ケッセルリンク）
- JINGI 仁義（黒川）
- 究極超人あ〜る（鰯水等）

1992年
- 永遠のフィレーナ（ウト）
- JINGI 仁義 隅田川頂上作戦（黒川）
- 電影少女 -VIDEO GIRL AI-（ローレック）

1993年
- ジョジョの奇妙な冒険（花京院典明）
- らんま1/2 TVタイトルズ（九能帯刀）
- らんま1/2 とっておきトーク ベスト・オブ・メモリーズ（九能帯刀）
- らんま1/2 シャンプー豹変! 反転宝珠の禍（九能帯刀）
- らんま1/2 天道家 すくらんぶるクリスマス（九能帯刀）

1994年
- コズミック・ファンタジー 銀河女豹の罠（ダンディー）
- らんま1/2 学園に吹く嵐! アダルトチェンジひな子先生（九能帯刀）
- らんま1/2 道を継ぐ者 前篇（九能帯刀）

1995年
- アニメ少年日本史 スサノオ 今よみがえる建国神話のロマン
- ウダウダやってるヒマはねェ!（住崎玲央）
- らんま1/2 スペシャルビデオ バトルがいっぱい29人の懲りないやつら（九能帯刀）
- らんま1/2 DoCoミュージックビデオ（九能帯刀）
- らんま1/2 SUPER ああ呪いの破恋洞! 我が愛は永遠に（九能帯刀）
- らんま1/2 SUPER 邪悪の鬼（九能帯刀）

1998年
- 青の6号（ユーリ・マヤコフスキー副艦長）
- 銀河英雄伝説外伝 千億の星、千億の光（イワン・コーネフ）
- クイーン・エメラルダス（エルドメイン大佐）
- 紺碧の艦隊（フリードリッヒ・フォン・ゴットシャルク大佐）

1999年
- るろうに剣心 -明治剣客浪漫譚- 追憶編（斎藤一）
- 超神姫ダンガイザー3（1999年 - 2001年、ダンガイザー）

2000年
- AMON デビルマン黙示録（ズーボォ）
- ジョジョの奇妙な冒険 ADVENTURE（花京院典明）
- 南国少年パプワくん大百科2 ガンマ団丸秘調査ファイル（ハーレム）

2001年
- るろうに剣心 -明治剣客浪漫譚- 星霜編（斎藤一）

2002年
- 聖闘士星矢 冥王ハーデス十二宮編（ドラゴン紫龍）

2006年
- フリテンくん（高田）
- 水木しげるの妖怪ワールド 恐山物語（天邪鬼）

### ゲーム
2007年以降の出演作品は全て生前の収録音声を使用したライブラリ出演。
- Angel's Feather、Angel’s Feather追加ディスク（PC）（シオン）
- ガンダムシリーズゲーム作品多数（ブライト・ノア）
- ジュリアン（ルシファー）

1989年
- ヴァリスII（幻夢皇帝メガス、赤戦竜ザルーガ）※PCエンジン版

1990年
- うる星やつら STAY WITH YOU（因幡）
- バスティール（ベルトラン・カダル副官）
- らんま1/2（九能）※PCエンジン版

1991年
- コズミック・ファンタジー2 冒険少年バン（ダンディー、ガラム）
- らんま1/2 とらわれの花嫁（九能帯刀）

1992年
- コズミック・ファンタジー3 冒険少年レイ（ダイゴ）
- 超時空要塞マクロス2036（ロット・シーン）

1993年
- イースIV The Dawn of Ys（レファンス）
- 機動警察パトレイバー 〜グリフォン篇（内海）
- コズミック・ファンタジー ビジュアル集（ダンディー）

1994年
- うる星やつら 〜ディア マイ フレンズ〜（因幡、汁夫）
- コズミック・ファンタジー4 銀河少年伝説激闘編 光の宇宙の中で…（ガラム）
- ドラゴンボールZ 偉大なる孫悟空伝説（天津飯）

1995年
- ドラゴンボールZ 真武闘伝（天津飯、リングアナウンサー）
- ドラゴンボールZ Ultimate Battle 22（天津飯、リングアナウンサー）
- 幽☆遊☆白書FINAL 〜魔界最強列伝〜（耶雲）

1996年
- 機動戦士ガンダム ver.2.0（ブライト・ノア）
- 新スーパーロボット大戦（ブライト・ノア）
- 第4次スーパーロボット大戦S（破嵐万丈、ブライト・ノア、北条真吾）
- ドラゴンボールZ 偉大なるドラゴンボール伝説（天津飯）
- らんま1/2 バトルルネッサンス（九能帯刀、ナレーション）
- るろうに剣心 -明治剣客浪漫譚- 維新激闘編（斎藤一、般若）

1997年
- 攻殻機動隊 GHOST IN THE SHELL（トグサ）
- スーパーロボット大戦F / F完結編（1997年 - 1998年、破嵐万丈、ブライト・ノア、北条真吾） - 2作品
- 魔法少女プリティサミー 恐るべし身体測定!核爆発5秒前!!（ディーキンス）
- メルティランサー Re-inforce（ヤン・シャオピン）
- るろうに剣心 -明治剣客浪漫譚- 十勇士陰謀編（斎藤一）

1998年
- SDガンダム GGENERATION（1998年 - 2011年、ブライト・ノア、ナレーション〈第1作〉） - 10作品
- スーパーロボットスピリッツ（破嵐万丈）
- 戦国美少女絵巻 空を斬る!!（石川五右衛門、風太）
- ファーランドサーガ（カイザー）
- ファンタスティックフォーチュン（レオニス・クレベール）
- 炎の料理人クッキングファイター好（レイ / 味影）
- ミサの魔法物語（シクスト・グランディエ）

1999年
- スーパーロボット大戦コンプリートボックス（破嵐万丈、ブライト・ノア、アコース、北条真吾）

2000年
- 機動戦士ガンダム（ブライト・ノア）
- サンライズ英雄譚R（ブライト・ノア）
- スーパーロボット大戦α（2000年 - 2001年、破嵐万丈、ブライト・ノア、アコース） - 2作品
- ファウスタス（白の魔導士ノア）

2001年
- グローランサーIII（ビクトル・ロイド）
- スーパーロボット大戦α外伝（破嵐万丈、ブライト・ノア）
- リアルロボットレジメント（破嵐万丈）
- ロックマンX6（シグナス総監）

2002年
- スーパーロボット大戦IMPACT（破嵐万丈、ブライト・ノア）

2003年
- Angel's Feather（シオン）※PS2版
- 機動戦士ガンダム めぐりあい宇宙（ブライト・ノア）
- SUNRISE WORLD WAR Fromサンライズ英雄譚（ブライト）
- スーパーロボット大戦Scramble Commander（ブライト・ノア）
- 第2次スーパーロボット大戦α（破嵐万丈、ブライト・ノア、北条真吾）
- ドラゴンボールZ（天津飯、セルジュニア、リングアナウンサー）
- ロックマンX7（シグナス総監、スプラッシュ・ウオフライ）

2004年
- スーパーロボット大戦MX（2004年 - 2005年、ブライト・ノア、耐爬） - 2作品
- スーパーロボット大戦GC（ブライト・ノア、アコース）
- ドラゴンボールZ2（天津飯、セルジュニア、リングアナウンサー）
- ドラゴンボール アドバンスアドベンチャー（天津飯）
- マグナカルタ（アスタル）

2005年
- Another Century's Episode（ブライト・ノア）
- 機動戦士ガンダム 一年戦争（ブライト・ノア）
- 魁!!男塾（伊達臣人）
- 聖闘士星矢 聖域十二宮編（ドラゴン紫龍）
- 第3次スーパーロボット大戦α 終焉の銀河へ（破嵐万丈、ブライト・ノア、北条真吾）
- ドラゴンボールZ3（天津飯、セルジュニア、リングアナウンサー）
- ドラゴンボールZ Sparking!（天津飯、アナウンサー、セルジュニア）
- 龍が如く（囚人1356）

2006年
- キャプテン翼（日向小次郎）※PS2版
- 機動戦士ガンダム クライマックスU.C.（ブライト・ノア）
- スーパーロボット大戦XO（ブライト・ノア、アコース）
- ドラゴンボールZ Sparking!NEO（天津飯、天下一武道会アナウンサー）
- 天下人（明智光秀）
- るろうに剣心 -明治剣客浪漫譚- 炎上!京都輪廻（斎藤一）

2007年
- Another Century's Episode 3 THE FINAL（ブライト・ノア）
- ガンダム無双（ブライト・ノア）
- スーパーロボット大戦Scramble Commander the 2nd（ブライト・ノア）
- ドラゴンボールZ 真武道会2（天津飯、天下一武道会アナウンサー）
- ドラゴンボールZ Sparking!METEOR（天津飯、セルジュニア、天下一武道会アナウンサー〈武道会モードのみ〉）
- ドラゴンボールZ 遥かなる悟空伝説（天津飯、セルジュニア）

2008年
- ガンダム無双2（ブライト・ノア）
- スーパーロボット大戦A PORTABLE（破嵐万丈、ブライト・ノア）
- スーパーロボット大戦Z / スペシャルディスク（2008年 - 2009年、破嵐万丈、ブライト・ノア） - 2作品
- ドラゴンボールZ インフィニットワールド（リングアナウンサー）

2009年
- スーパーロボット大戦NEO（北条真吾）
- ドラゴンボール改 サイヤ人来襲（天津飯）

2010年
- Another Century's Episode:R（ブライト・ノア）

2011年
- スーパーロボット大戦シリーズ（2011年 - 2023年、破嵐万丈） - 6作品
- ドラゴンボールヒーローズ（2011年 - 、セルジュニア） - 5作品
- るろうに剣心 -明治剣客浪漫譚- 再閃 / 完醒（2011年 - 2012年、斎藤一） - 2作品

2013年
- スーパーロボット大戦Operation Extend（ブライト・ノア、アコース、北条真吾）

2016年
- 龍が如く 極（囚人番号1356）

2019年
- スーパードラゴンボールヒーローズ ワールドミッション（セルジュニア）

2020年
- 共闘ことばRPG コトダマン（斎藤一）

### 吹き替え

#### 俳優
ゲイリー・シニーズ
- アポロ13（ケン・マッティングリー）※フジテレビ版
- フォレスト・ガンプ/一期一会（ダン・テイラー中尉）※フジテレビ版
- ミッション・トゥ・マーズ（ジム・マッコーネル）

ジョン・トラボルタ
- グリース（ダニー）※テレビ朝日版
- ジャンクション（ルイス）※VHS版
- ハード・チェインズ 沈黙の潜入（スコット・バーンズ）※テレビ東京版
- パルプ・フィクション（ヴィンセント・ベガ）
- ブロークン・アロー（ディーキンズ少佐）※ソフト版

ディラン・マクダーモット
- ザ・シークレット・サービス（アル・ダンドゥレア）※ソフト版
- 34丁目の奇跡（ブライアン）
- マグノリアの花たち（ジャクソン）

トム・クルーズ（本人公認）
- IMAX SPACE STATION（ナレーター）
- ア・フュー・グッドメン（ダニエル・キャフィ中尉）
- インタビュー・ウィズ・ヴァンパイア（レスタト）※ソフト版
- おはよう日本 ラストサムライ特集（本人）※ボイスオーバー
- ザ・ファーム 法律事務所（ミッチ・マクディーア）※ソフト版
- 7月4日に生まれて（ロン・コーヴィック）※ビデオ版
- デイズ・オブ・サンダー（コール・タックル）※ソフト版、TBS版
- バニラ・スカイ（デヴィッド・エイムス）
- 遥かなる大地へ（ジョセフ・ドネリー）
- ミッション:インポッシブル（イーサン・ハント）※ソフト版
- ミッション:インポッシブル2（イーサン・ハント）※ソフト版

メル・ギブソン
- マッドマックス2（マックス・ロカタンスキー）※TBS版（スーパーチャージャー・エディションBD収録）
- リーサル・ウェポン（マーティン・リッグス）※TBS版
- リーサル・ウェポン2/炎の約束（マーティン・リッグス）※TBS版

リチャード・ギア
- オータム・イン・ニューヨーク（ウィル・キーン）
- ジャック・サマースビー（ジャック・サマースビー）※テレビ朝日版
- ブレスレス（ジェシー）

#### 映画
- アウトロー（ジェイミー〈サム・ボトムズ〉）※TBS版
- 悪夢の破片（ブライアン〈ウィリアム・ボールドウィン〉）
- アマゾンの秘宝〜幻のエメラルド都市を求めて〜（マーク・ブレイザー〈リック・ディーン〉）
- アメリカン・グラフィティ（ジョン・ミルナー〈ポール・ル・マット〉）※TBS版
- アライバル/侵略者（ゴーディアン〈ロン・シルヴァー〉）※テレビ朝日版
- アラン・ドロンのゾロ（ミゲル総督〈マリノ・マッセ〉）※テレビ朝日新録版
- アルティメット・バトル 忍者VS少林寺（中田）
- イヴの総て（ロイド・リチャーズ〈ヒュー・マーロウ〉）※テレビ東京版
- ウェインズ・ワールド（ベンジャミン・オリヴァー〈ロブ・ロウ〉）
- ウォール街（マーヴィン〈ジョン・C・マッギンリー〉）※機内上映版
- エイリアン2（ダニエル・スパンクマイヤー二等兵〈ダニエル・カッシュ〉）※テレビ朝日1989年版
- SF/ボディ・スナッチャー（ジェフリー）
- オスカー（アンソニー・ロッサノ〈ヴィンセント・スパーノ〉）
- ガールズ（ジェローム）※テレビ東京版
- カジュアリティーズ（アントニオ・ディアズ上等兵〈ジョン・レグイザモ〉）※ソフト版
- ガジュラ（ジャック・エルウェイ〈アダム・ボールドウィン〉）
- カリブの嵐（リュートの奏者、伍長）※テレビ朝日版
- 華麗なる殺人 死ぬには美しすぎて
- ギャラクシー・クエスト（タガート艦長〈ティム・アレン〉）
- Q&A（ロジャー・モンタルヴォ）※ソフト版
- キラー・クロコダイル/怒りの逆襲（ケヴィン）※フジテレビ版
- キンダガートン・コップ（クリスプ〈リチャード・タイソン〉）※ソフト版
- 9時から5時まで（ディック・バーンリー〈ローレンス・プレスマン〉）
- グッドガイの最期（ルーカス〈デニス・デューガン〉）
- グリース2（レオ・バーミュード）
- グレートスタントマン（スキー〈ジャン＝マイケル・ヴィンセント〉）※ビデオ版
- クレイジーホース/酔馬拳（マー〈チー・クァン・チュン〉）
- ゲート2/デモンボーイズ（モー）
- 激走!5000キロ（ギブソン〈ゲイリー・ビジー〉）※テレビ朝日版
- ゴースト/ニューヨークの幻（カール・ブルーナー〈トニー・ゴールドウィン〉）※フジテレビ版
- ゴーストバスターズ2（ルイス〈リック・モラニス〉、ノーマン）※ソフト版、機内上映版[77]
- ゴールデン・チャイルド（メル・バックマン〈チャールズ・レヴィン〉）※フジテレビ版
- コップランド（ゲリー・フィッグス〈レイ・リオッタ〉）※日本テレビ版
- コマンドー（サリー〈デヴィッド・パトリック・ケリー〉、沿岸警備艇レーダー迎撃士官〈ビル・パクストン〉）※TBS版
- 殺したい女（ケン・ケスラー〈ジャッジ・ラインホルド〉）
- ザ・デプス（ホッジス）※テレビ朝日版（BD収録）
- さまよえる魂 NIGHT WORLD（ヴィクター・ロビンソン〈ジョン・サヴェージ〉）
- サムシング・ワイルド（レイ・シンクレア〈レイ・リオッタ〉）※テレビ東京版
- 猿の惑星（ルシアス〈ルー・ワグナー〉）※ソフト版
- シカゴ・コネクション/夢みて走れ（スネーク〈ジョー・パントリアーノ〉）
- 地獄のバスターズ（バール〈ジャッキー・ベースハート〉[78]）※日本テレビ版
- シックス・デイ（ドラッカー〈トニー・ゴールドウィン〉）※日本テレビ版
- じゃじゃ馬ならし（ルーセンショー〈マイケル・ヨーク〉）
- シャドーチェイサー/地獄の殺戮アンドロイド
- ジャングル・ブック（ウィリアム・ブーン大尉〈ケイリー・エルウィス〉）※ビデオ版
- 13日の金曜日 完結編（ジミー〈クリスピン・グローヴァー〉）
- 笑撃生放送! ラジオ殺人事件（ビリー〈スコット・マイケル・キャンベル〉）
- 勝利への脱出
- 処刑ライダー（パッカード〈ニック・カサヴェテス〉）※テレビ朝日版
- 新・桃太郎3/聖魔大戦（妖鬼魔王）
- ステイン・アライブ（バトラー）
- スピード2（アレックス〈ジェイソン・パトリック〉）※フジテレビ版
- 世界崩壊の序曲（ブライアン〈エドワード・アルバート〉）
- 卒業（カーター）※TBS版（思い出の復刻版ブルーレイに収録）
- ダーティハリー3（強盗犯）
- ダーティハリー4（ベネット巡査）
- ターミネーター（チンピラ1〈ビル・パクストン〉）※テレビ朝日版
- タイムコップ2（ブランドン・ミラー〈トーマス・イアン・グリフィス〉）
- 大列車強盗（ウィリー）
- 007 サンダーボール作戦（ディスコ・ヴォランテ号乗組員）※TBS版
- 007 リビング・デイライツ（ジェームズ・ボンド〈ティモシー・ダルトン〉）※テレビ朝日版
- 007 消されたライセンス（ダリオ〈ベニチオ・デル・トロ〉）※ビデオ版
- チャイルド・プレイ（チャッキー、チャールズ・リー・レイ〈ブラッド・ドゥーリフ〉）
- チャイルド・プレイ3（シェルトン〈トラヴィス・ファイン〉）
- 月の輝く夜に（ロニー・カマレリ〈ニコラス・ケイジ〉）※ANA機内上映版[79]
- ティーン・エージェント（オーガスタス・ステランコ〈ロジャー・リース〉）
- ディア・ハンター（バンドリーダー〈ジョー・グリファシ〉）※フジテレビ版
- テスタメント（フィル・ピトキン〈ケビン・コスナー〉）
- デビルスピーク（ババ）※TBS版（DVD収録）
- デモリショニスト 復讐の女捜査官（マッド・ドッグ〈リチャード・グリエコ〉）
- デルタフォース3（フセイン）※ビデオ版
- ドラゴンハート（アイノン〈デヴィッド・シューリス〉）※ソフト版
- 泣かないで
- バーニング（エディ〈ネッド・アイゼンバーグ〉）※フジテレビ版（ソフト収録）
- 初体験/リッジモント・ハイ（ジェフ・スピコーリ〈ショーン・ペン〉）
- バッドボーイズ2バッド（ジョニー・タビア〈ジョルディ・モリャ〉）※ソフト版
- 張り込み（ビル〈エミリオ・エステベス〉）※フジテレビ版
- ハロウィン（ジュディスの恋人）※TBS版（ソフト収録）
- ヒーロー/靴をなくした天使（チャッキー〈ケヴィン・J・オコナー〉）※ソフト版
- ピアノ・レッスン（アリスディア・スチュアート〈サム・ニール〉）
- 秘密の花園（アーチボルド・クレイヴン卿〈ジョン・リンチ〉）
- 飛龍カンフー（タイコー〈チー・クァン・チュン〉）
- ブーメランのように
- ファンタズムII（マイク〈ジェームズ・レグロス〉）
- フィラデルフィア・エクスペリメント（バーニー〈スティーヴン・トボロウスキー〉）※テレビ朝日版
- フェティッシュ（エドアルド）
- ブラックホール（V.I.N.CENT.）※フジテレビ版
- フランケンシュタイン（ヴィクター・フランケンシュタイン〈ケネス・ブラナー〉）※テレビ朝日版
- プリズン・エンジェル/女囚たちの夜（ヴィクター〈エリック・エストラーダ〉）
- ブルースチール（ニック・マン〈クランシー・ブラウン〉）※ビデオ版
- プレシディオの男たち（ゴードン大尉）※フジテレビ版
- ヘル・キャンプ（ボッツ）
- ポーキーズ（ミッキー・ジャービス〈ロジャー・ウィルソン〉）
- ホーリーマン（スコット・ホークス〈エリック・マコーマック〉）
- ボールズ・ボールズ
- 北海ハイジャック
- ホット・ショット（ケント・グレゴリー〈ケイリー・エルウィス〉）※テレビ朝日版
- ボディ・ターゲット（ロニー保安官）※テレビ朝日版
- 炎のランナー（皇太子〈デイビッド・イェランド〉）※TBS版
- ポリスアカデミー（ダグラス・ファックラー〈ブルース・マーラー〉）※TBS版（ソフト収録）
- 香港極道 警察（シュー主任）
- 泣かないで ※テレビ朝日版
- 魔性弁護人
- 窓・ベッドルームの女（テリー〈スティーヴ・グッテンバーグ〉）
- マドンナのスーザンを探して（デズ〈エイダン・クイン〉）
- 真夜中の処刑ゲーム（チェスター〈ダリル・ハネイ〉）※テレビ朝日版（ソフト収録）
- マン・ハンティング/人間狩り（ジョン〈ショーン・スティーブンス〉）
- ミスター・グッドバーを探して（カリー〈トム・ベレンジャー〉）
- Mr.レディMr.マダム2（モレル）
- メッセンジャー・オブ・デス（ジュニア）
- メディカル・レッスン/青春解剖学（ジョー・スローヴァク〈マシュー・モディーン〉）
- もういちど殺して（ジャック・アンドリュース〈ヴァル・キルマー〉）※TBS版
- ヤング・ゼネレーション（マイク〈デニス・クエイド〉）
- ヤングマスター 師弟出馬（タイガー〈ウェイ・ペイ〉[80]）※フジテレビ版
- リトル★ニッキー（トッド〈アレン・コヴァート〉）
- 理由なき反抗（グーン〈デニス・ホッパー〉）※TBS版
- ルート666（ジャック〈ルー・ダイアモンド・フィリップス〉）
- レナードの朝（アンソニー）※ソフト版
- ロジャー・ラビット（ベニー・ザ・キャブ、ビッグ・バット・ウルフ）
- ロボフォース 鉄甲無敵マリア（ウィスキー〈ツイ・ハーク〉）
- 私の愛情の対象（ロバート・ジョリー〈ティモシー・デイリー〉）
- ワン・モア・タイム（アレックス・フィンチ〈ロバート・ダウニー・Jr〉）※JAL機内上映版

#### ドラマ
- アメリカン・ヒーロー（カイラー・ジョンソン〈ジェシー・D・ゴインズ〉）
- アルケミスト 背徳の遺伝子操作の陰謀
- インディ・ジョーンズ/若き日の大冒険（リー）
- 浮気なおしゃれミディ（ケンドール〈トニー・ゴードン〉）
- エクスカリバー 聖剣伝説（マーリン〈サム・ニール〉）
- X-ファイル
  - シーズン7 第11話「存在と時間 Part2」（ハロルド・ピラー〈アンソニー・ヒールド〉）
  - シーズン8 第6話「レッドラム」（マーティン・ウェールズ〈ジョー・モートン〉）
- 警察署長（バディ・バートレット）
- 刑事スタスキー&ハッチ シーズン1 #12（テッド・バンクス）
- こちらブルームーン探偵社 シーズン2 #7（一夜の男）
- 事件記者ルー・グラント（リンゼ）
- 13日の金曜日ザ・シリーズ（アダム）
- 私立探偵マグナム シーズン2 #16（ドーシー）
- 新アウターリミッツ（ヘンリー・マーシャル〈フランク・ホエーリー〉、ピート・バトラー大佐〈スコット・クラフト〉、ジグ・ファウラー/クリフ・アンガー〈フランク・ホエーリー〉）
- 新・弁護士ペリー・メイスン（スキップ・ウインゲート）
- スーパーキャリア2（シエラ〈ケン・オランド〉）
- スタートレック
- スタートレック:ヴォイジャー（ランサム艦長）
- スタートレック:エンタープライズ（ギャロス）
- スティーヴン・キングのザ・スタンド（レン）
- 青春の城 コビントン・クロス（ジャスパー）
- タイムマシーンにお願い（クレイトン）
- 地上最強の美女たち!チャーリーズ・エンジェル シーズン2 #3（ジャック・ワード）
- 地上最強の美女バイオニック・ジェミー2 #4、#6
- ツイン・ピークス（デニス〈デイヴィッド・ドゥカヴニー〉）
- 特捜刑事マイアミ・バイス シーズン1 #14（ハウィー・ウォン〈ジェームズ・サイトウ〉）、#19（アルブレヒト）
- 特攻野郎Aチーム
  - シーズン2 #5（ダニエル・ランニングベア）、#6（シェリー）、#21（エリック〈サム・J・ジョーンズ〉）
  - シーズン3 #14（トラヴィス・メイソン〈マーシャル・R・ティーグ〉）
- ニキータ（マイケル・サミュエル）
- ハリウッドの悪夢 怪奇と幻想の招待状（ウルリック）
- B.L.ストライカー 復讐のシャドー・コップ
- ビバリーヒルズ青春白書（ジェイク）
- 冒険野郎マクガイバー（ソニー）
- 炎のエマ（エドウィン〈ピーター・チェルソン〉）
- 名探偵ダウリング神父（ジェシー〈トッド・アレン〉）
- 名探偵ポワロ
  - 二重の手がかり（バーナード・パーカー）
  - 雲をつかむ死（ジャン・デュポン）
  - 黄色いアイリス（アンソニー・チャペル）
- 名探偵モンク season3 3話（アルビー・ドレーク〈ジャッジ・ラインホルド〉）
- メルローズ・プレイス（ジェイク）
- モンスターズ シーズン1 #21（スティーヴン・ローズ）
- ヤングライダーズ（ジミー〈ジョシュ・ブローリン〉）

#### アニメ
- トランスフォーマー
  - 戦え!超ロボット生命体トランスフォーマー（スタースクリーム、パワーグライド、スリング、デフコン）
  - トランスフォーマー ザ・ムービー（スタースクリーム）
  - 戦え!超ロボット生命体トランスフォーマー2010（スタースクリーム、パワーグライド）
- パパはグーフィー（ノットフォクスたち）
- 不思議の国のアリス（1951年）ディズニーアニメ：（イセエビのフレッド、ユニコーン）
- 緑の森のキャプテン

### 特撮
1985年
- 地球防衛軍テラホークス（ホークアイ中尉の声）

1997年
- 電磁戦隊メガレンジャー（ユガンデの声）

1998年
- 電磁戦隊メガレンジャーVSカーレンジャー（ユガンデの声）

2002年
- 鋼鉄天使くるみpure（綾小路英麿呂の声）

### 人形劇
- NHK教育 こどもにんぎょう劇場 サーカスに入った王様（王様）
- NHK教育 ひげよさらば（ホイホイ）

### ドラマ
- 東京シティメルヘン（虎夫ママ）

### テレビ
- ショウビズトゥデイ（テレビ朝日系）1995年の番組終了時には、本人が登場した。

### レコード、CD
- ザ・ロンゲスト・ロード・イン・破嵐万丈 / 鈴置洋孝（プロデュース・作詞：富野由悠季。作詞は井荻麟名義）
- 涙のユ・ク・エ…（歌）
- 花と風の時代（歌）
- きみのため鐘は鳴る（歌）
- 究極超人あ〜るBOX（歌）
- 山本正之'88（歌）
- 夢の星のボタンノーズ「ボンゴレ・ロック」（歌）
- ミスター味っ子サウンドトラック・満腹定食「必食料理人」（歌）
- キャプテン翼・ベストイレブン（歌）
- お金じゃ買えないっ（お金がないっシリーズ）（許斐清貴）
- 鬼哭街 反魂剣鬼（劉 豪軍）
- トーキョーN◎VA The Revolution ナイフエッジ（和泉藤嵩）
- 南国少年パプワくん（ハーレム）
- CDシアター ドラゴンクエストV Vol.1（ゲマ）
- 未来放浪ガルディーン 未来放浪ガルディーン 大歌劇 - スリム
- サウンドピクチャーボックス ミュウツーの誕生（サカキ）
- トリガーマン!（キース・バーニング）
- 機動戦士SDガンダム タイホしちゃうわ（ブライト・ノア）
- 機動戦士ガンダム 逆襲のシャア（ブライト・ノア）
- 機動戦士ガンダム オデッセイ（ブライト・ノア）
- 時給戦士スマイルバン外伝（ドクター・モス）
- アーシアンI・III（宮城）
- マリオネットジェネレーション（ナレーション）
- 未来放浪ガルディーン（スリム・ブラウン）
- 冥王計画ゼオライマー 大冥界（耐爬）
- 角川CDブック八つ墓村（金田一耕助）
- 長恨唄〜蛇性の婬〜（沙門小次郎）
- オープン・セサミ（庚寿麿）
- いじわるなパール（北条雅弥）
- わがままなパール（北条雅弥）
- よくばりなパール（北条雅弥）
- きまぐれなパール（北条雅弥）
- 旦那さま、お手をどうぞ（望月豪志）
- こんな上司に騙されて（黒崎誠一）
- こんな上司に騙されて2（黒崎誠一）
- 永田町一丁目七番地（田山敏記）
- 大きなバイブの舎の下（岡崎竜也）
- 大きなコケシの故郷で（岡崎竜也）
- 恋のリスクは犯せない（鷲崎勲）
- 誘惑のターゲット・プライス（鷲崎勲）
- 愛のレイティングAAA（鷲崎勲）
- 愛と欲望の金融街（鷲崎勲）
- 110番は甘い鼓動（氷室正純）
- 春を抱いていた 2（菊地克哉）
- BOYS LIFE 完全版（ロイ）
- STAY（長田和己）
- S-TRIPPER Episode 2（逢田真之介の父・神宮正義）
- WILD ADAPTER02（長谷部）
- エデンを遠く離れて / 神よ、いずこの楽園（高橋忍夫）
- エデンを遠く離れて / 切ない夜の楽園（高橋忍夫）
- スイート・ドラゴン 2（ダークナイト）
- スイート・ドラゴン 3（ダークナイト）
- ミスキャスト08「罪な香り」（高見沢彰彦）
- ミスキャスト11「不利な立場」（高見沢彰彦）
- 色男はお金がお好き（村上瑞穂）
- Angel's Feather　初回限定版CD（紫苑）
- Wink of Destiny（日向）
- 彼烈火
- ミュウツーの誕生（サカキ）
- 機動警察パトレイバー CDBOX（内海）
- 夢幻の肖像シリーズ1 義経〜桜花の残影〜（梶原景時）
- まんが家マリナシリーズ 愛いっぱいのミステリー、愛してローマ夜想曲（美女丸）
- 超神姫ダンガイザー3（ダンガイザー）
- アグノイア Phrase2〜ミカエル〜ドラマCDIII（藤宮潤一郎）
- 電撃CD文庫 餓狼伝説2〜新たなる戦い〜、餓狼伝説SPECIAL（ヴォルフガング・クラウザー）
- 新吸血姫美夕 西洋神魔編4（葵）
- 新吸血姫美夕 西洋神魔編5（葵）
- 不思議の国のアリス（三月ウサギ）
- レジェンドオブクリスタニア（ラッセル）
- キディグレイドサウンドレイヤー 第2巻（デクステラ）
- 雪割りの花 ザ・ドラマCD（天野）
- ラジオマガシンvol.2
- 銀河熱風オンセンガー（ナレーション[81]）

### カセットブック
- アルスラーン戦記1 - 5（ダリューン）
- 機動戦士ガンダム 逆襲のシャア ベルトーチカ・チルドレン（ナレーション、ブライト・ノア）
- 機動戦士ガンダムZZ（ブライト・ノア）
- 月曜新世紀 幸福の遺伝子（ジャノン・ラウォール）
- 鼓ヶ淵（坂本洋一郎）
- 集英社カセットコミックシリーズ 魁!!男塾 天挑五輪大武會編（伊達臣人）
- 集英社カセットコミックシリーズ 魁!!男塾2 死闘!冥凰島決勝トーナメント（伊達臣人）
- 集英社カセットコミックシリーズ 花の慶次 -雲のかなたに-（奥村助右衛門）
- ソノラマ文庫 西風の戦記（レオン・パラミデュース）
- 聖闘士星矢シリーズ（紫龍）
  - 集英社カセットコミックシリーズ 聖闘士星矢 いかなる星の下に
  - 集英社カセットコミックシリーズ 聖闘士星矢 黄金十二宮〈前編〉
  - 集英社カセットコミックシリーズ 聖闘士星矢 黄金十二宮〈後編〉
- バトルファイターズ餓狼伝説 1、2「闘え！陽気なお兄さん！」（ヴォルフガング・クラウザー）
- 吸血鬼ハンター D-北海魔行I -北の海へ-（トト）

### ラジオドラマ
- 八つ墓村（金田一耕助）
- 星界の戦旗、星界の断章『誕生』、『原罪』（ドゥビュース）※2006年に放送された『原罪』は、星界シリーズでは遺作となった（『誕生』はCDドラマとして2001年に収録）
- マクロス・ジェネレーション（ダスティ）

### 舞台
- 飛べ!京浜ドラキュラ - 正田智彦役（1982年 / シアターアプル、81プロデュース）
- 優しいと言えば、僕らはいつもわかりあえた
- ハロルドとモード - 2004年、構成・演出：堤泰之
- グッバイ、チャーリー - 2005年

鈴置洋孝プロデュース
※鈴置洋孝自身がプロデュースした舞台（発表順）
- 煙が目にしみる（1997年、1998年、2000年、2003年）
- スターダスト（1999年）
- 見果てぬ夢（2000年、2001年）
- 誰かが誰かを愛してる（2001年）
- 思い出のサンフランシスコ（2002年）
- 恋の片道切符（2004年）
- ムーンリバー（2005年）
- 愛さずにはいられない（2006年）
- 素晴らしきこの世界（2007年）

雷電
- 雷電支度部屋
- 雷電披露宴

### CM
- クローバー DXダイターン3（1978年）
- リバーヒルソフト ブライ 八玉の勇士伝説（1991年）
- バンダイ スーパーガチャポンワールド SDガンダムX（1992年）
- バンダイ 機動戦士ガンダム（1995年）
- カプコン ロックマン8 メタルヒーローズ（1996年）
- トヨタ自動車 ナディア復活篇（1998年）
- バンダイビジュアル 無敵鋼人ダイターン3 LD-BOX PART1 & PART2（1998年）
- 日本衛星放送 WOWOW年末年始200時間 ねない機械篇（1998年）
- バンプレスト スーパーロボット大戦COMPACT（1999年）
- バンダイ SDガンダム GGENERATION GATHER BEAT（2000年）

### その他
- トランスフォーマー テレフォン（スタースクリーム）
- ゆうきまさみ文化学院（1996年）
- ゲーメストビデオ ストリートファイターIII（1997年、ナレーター）
- 電撃大作戦 もう一発!（1998年8月23日）
- るろうに剣心〜明治剣客浪漫譚〜 人気キャラクター名場面集〜斎藤一（1999年）
- サンライズデジタルクロニクルvol.1 無敵鋼人ダイターン3（CD-ROM 2003年）
- 林原めぐみのTokyo Boogie Night ♯26（1992年10月10日）
- TECH Win 付録CD（1996年）
- 新・キャプテン翼 キャラクターカタログビデオ